# ما دام معايا القمر (أغنية)
ما دام معايا القمر هي أغنية لطلال مداح.
كلمات الاغنية:
مادام معايا القمر.. مالي ومال النجوم
مالي ومال السهر.. مالي ومال الهموم
مادام معايا القمر.. ما أخاف غدر الليالي
ما أخاف سكة سفر.. ما شيل همٍ في بالي
مادام معايا القمر.. كيف راح اشوف النوم
وأترك ليالي السهر.. وابعد وأعيش محروم